# Padma Bhushan
La Padma Bhushan est une décoration civile décernée par le gouvernement indien. Dans la hiérarchie des récompenses, elle est classée en troisième position, après la Bharat Ratna et la Padma Vibhushan, et devant la Padma Shri.

## Histoire
Cette récompense a été créée le 2 janvier 1954 par le président de la république indienne. Elle est décernée à ceux qui se sont distingués pour service d'ordre élevé à la nation, dans n'importe quel domaine. 
En janvier 2010, 1111 personnes avaient reçu cette récompense,, parmi lesquelles le réalisateur indien Naseeruddin Shah, le physicien indien Raja Ramanna, l'écrivain et philanthrope français Dominique Lapierre, le missionnaire belge Camille Bulcke, l'acteur Soumitra Chatterjee, la femme d'affaires indienne Kiran Mazumdar-Shaw, etc.

## Récipiendaires
- 1954 : Homi Jehangir Bhabha, Husain Ahmad Madani, M. S. Subbulakshmi
- 1956 : Rukmini Devi Arundale, Dhyan Chand, Mahadevi Varma
- 1957 : Balasaraswati
- 1958 : K. P. S. Menon, Darashaw Nosherwan Wadia
- 1959 : Ali Yavar Jung, Tenzing Norgay, Hansa Jivraj Mehta
- 1960 : Kazi Nazrul Islam, Vithalrao Nagesh Shirodkar
- 1962 : Mithan Jamshed Lam
- 1963 : Nitish Chandra Laharry
- 1964 : R. K. Narayan, Mohammed Abdullah
- 1965 : Jayant Vishnu Narlikar, Satyajit Ray
- 1966 : Zubin Mehta, Vikram Sarabhai, Homi Nusserwanji Sethna
- 1967 : Mulk Raj Anand, Ravi Shankar, Ali Akbar Khan
- 1968 : C. R. Rao, M. C. Modi, Sam Manekshaw, Bismillah Khan
- 1969 : Prithviraj Kapoor, Lata Mangeshkar, Raja Rao
- 1970 : Buddhadeva Bose, Sombhu Mitra, Ahmed Jan Thirakwa
- 1971 : Raj Kapoor, D. K. Pattammal
- 1972 : Jagjit Singh Aurora, M. S. Swaminathan, Birendra Nath Sircar, Chandrika Prasad Srivastava
- 1973 : Maqbul Fida Husain, Raja Ramanna
- 1974 : Khushwant Singh, Alice Boner
- 1975 : Asima Chatterjee
- 1976 : Harish-Chandra
- 1980 : Sunil Gavaskar
- 1981 : A. P. J. Abdul Kalam, Mrinal Sen
- 1982 : S. Balachander, Kamal Ranadive
- 1983 : Richard Attenborough, Rajkumar, Swraj Paul, K. G. Ramanathan
- 1984 : Michael Ferreira, Sivaji Ganesan, Ishwari Prasad , Kanwar Natwar Singh, Vijay Tendulkar
- 1985 : Gurbachan Singh Talib
- 1986 : Sidney Dillon Ripley, Ela Bhatt
- 1987 : Man Mohan Sharma, Nikhil Banerjee, Balamani Amma
- 1988 : Kushok Bakula, A. Nageswara Rao
- 1989 : Fenner Brockway
- 1990 : M. S. Narasimhan
- 1991 : Ebrahim Alkazi, Dilip Kumar, Ram Narayan, Kapil Dev, Shyam Benegal
- 1992 : Hariprasad Chaurasia, Anna Hazare, Naushad Ali
- 1998 : U. R. Ananthamurthy, Sivaramakrishna Chandrasekhar, G. Madhavan Nair
- 1999 : Ashok Kumar, Pushpalata Das
- 2000 : Ratan Tata, Rajinikanth
- 2001 : Dev Anand, Viswanathan Anand, Amitabh Bachchan, Baldev Raj Chopra, Bhupen Hazarika, Rajendra Pachauri, Raj Reddy, L. Subramaniam
- 2002 : Gary Ackerman, Kumar Bhattacharyya, Shobha Gurtu, Zakir Hussain, B. K. S. Iyengar, Ismail Merchant, Frank Pallone, Maharaja Krishna Rasgotra, Nirmal Verma, Zohra Sehgal
- 2003 : Herbert Fischer, Naseeruddin Shah
- 2004 : Soumitra Chattopadhyay, Gulzar, Yoshirō Mori
- 2005 : Yash Chopra, Manna Dey, Qurratulain Hyder, Shah Rukh Khan, Kiran Mazumdar-Shaw, Azim Premji
- 2006 : K. G. Subramanyan, P. Leela, Nandan Nilekani (en) , Dušan Zbavitel, Kamleshwar Prasad Saxena, Vijaypat Singhania
- 2007 : Javed Akhtar, Indra Nooyi, V. S. Ramachandran, Ela Gandhi, Sunil Mittal, Bhikhu Parekh, Jeffrey Sachs
- 2008 : Asis Datta, Meghnad Desai, Ravindra Kelekar, Dominique Lapierre, Shiv Nadar, Vikram Pandit, S.R. Srinivasa Varadhan, Sunita Lyn Williams, Juli Michailowitsch Woronzow, Ji Xianlin
- 2009 : Abhinav Bindra, Ramachandra Guha, Khalid Hameed, C. K. Prahalad, C. S. Seshadri
- 2010 : Aamir Khan, Sultan Khan, A. R. Rahman, Fareed Zakaria, Kushal Pal Singh
- 2011 : Shashi Kapoor, Waheeda Rehman, Chanda Kochhar, Shyam Saran
- 2012 : Shabana Azmi, Khaled Choudhury, Buddhadev Dasgupta, Dharmendra Singh Deol, T. V. Gopalkrishnan, Mira Nair, Anish Kapoor, Satya Narayan Goenka, P. Chandrasekhara Rao, George Yeo, B. Muthuraman, M. S. Raghunathan, Homi K. Bhabha, Ronen Sen
- 2013 : Rahul Dravid, Mary Kom, Rajesh Khanna, Sharmila Tagore, Ashoke Sen, Jogesh Pati, Gayatri Chakravorty Spivak, Abdul Rashid Khan
- 2014 : Leander Paes, Pullela Gopichand, Kamal Haasan, Anita Desai, K. Radhakrishnan
- 2015 : Jahnu Barua, Manjul Bhargava, David Frawley, Bill Gates, Melinda Gates, Shivakumara Swami